# 佐藤佐基
佐藤 佐基（さとう すけもと）は、讃岐の戦国武将、香西佳清の家臣。天正4年（1576年）香西佳清は織田信長と誼を通じるため、使者として新居資教と佐藤佐基が信長に謁見し、香西家から備前元重の太刀を献上したところ、信長大いに悦び、篤く饗応され、南部産の名馬を賜った。香西氏が長曾我部氏によって滅んだ後、生駒氏に仕えて鉄砲組頭として一千五〇〇石を知行、後年は道益と号して隠居したが栗林はその別邸跡とも伝える。